# Nationalpark Coto de Doñana

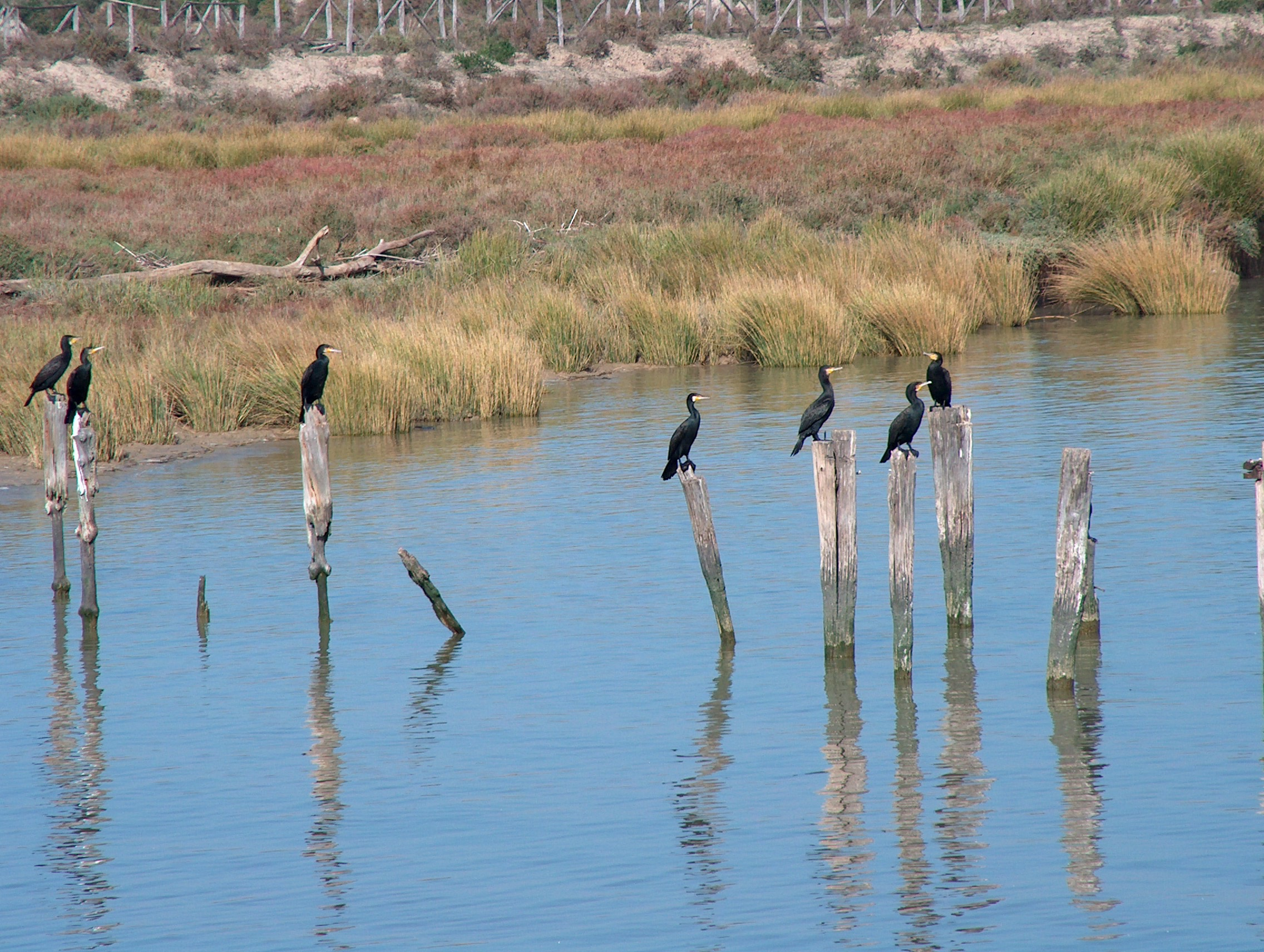
Kormorane im Park

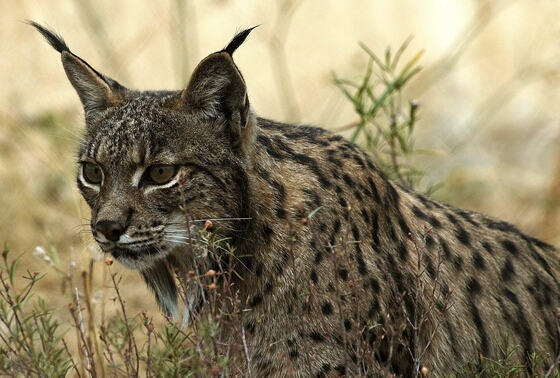
Pardelluchs

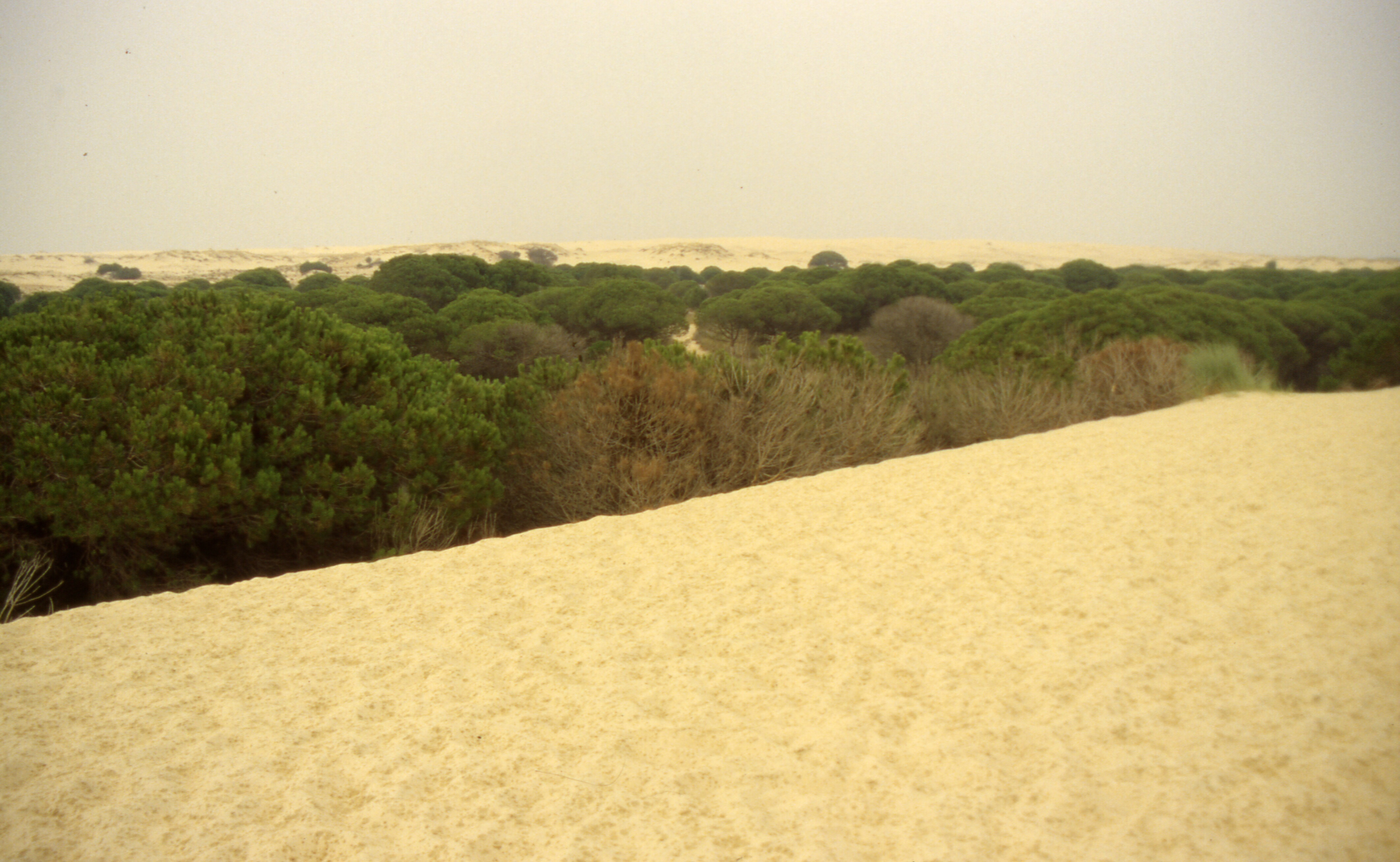
Dünen im Nationalpark

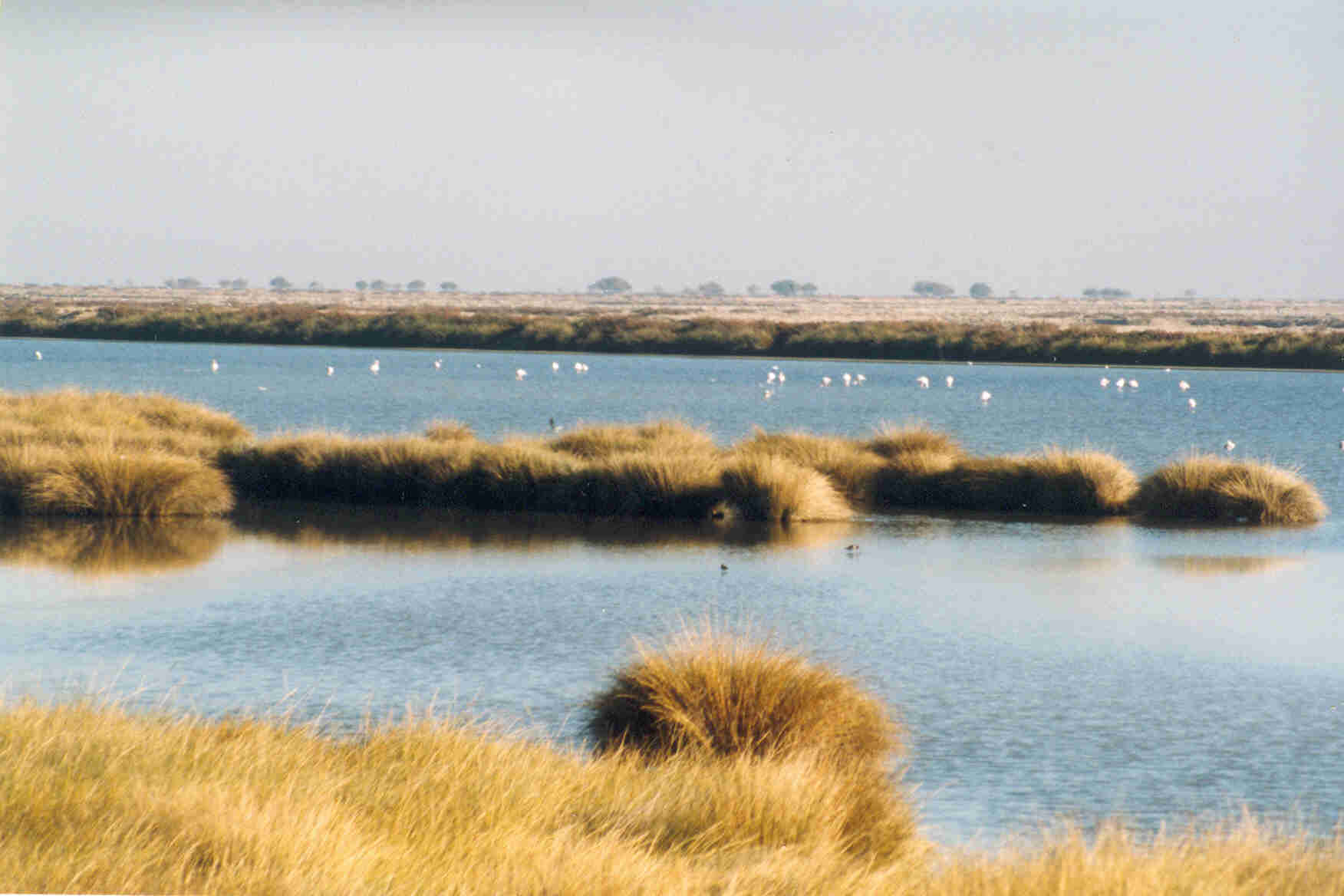
Feuchtgebiet

Der Nationalpark Coto de Doñana (auch Parque Nacional de Doñana) an der Costa de la Luz in Andalusien ist heute, nach der Erweiterung 2004, 54.252 Hektar groß, dazu kommen noch einmal 26.540 Hektar als Pufferzone (preparque). Er war Spaniens wichtigstes Feuchtgebiet. Dies lag vor allem an den marismas; einem flachen, periodisch überschwemmten Feuchtgebiet. Die Coto de Doñana war nicht nur eine einzigartige Landschaft, die Fauna war ebenso vielfältig. Neben der Überwinterung tausender Zugvögel lebten seltene Vogelarten in den ehemaligen Feuchtgebieten. Das Gebiet ist bekannt für die zweitgrößte Population des stark bedrohten Pardelluchses. Der Nationalpark ist Teil des Natura-2000-Gebiets „Doñana“.
2022 trockneten die Feuchtgebiete aufgrund der Wasserentnahme durch Landwirtschaft und Tourismus vollkommen aus. Ob sich die Natur davon erholen wird, ist derzeit (Stand Oktober 2022) fraglich.

## Ökologie
Das Gebiet besteht aus den riesigen Sedimentmengen, die der Guadalquivir in seinem Delta ablagerte. Ein Teil des ins Meer gelangenden Sandes wird von diesem wieder an Land abgelagert und bildet die gewaltigen Dünen, die die marismas vom Meer trennen. An der windabgewandten Seite wurden diese Dünen bereits von der Vegetation befestigt, hier entstanden auf den stabilisierten Sanden typische Strauchformationen.
Die Dünen erstrecken sich von Matalascañas bis zur Mündung des Guadalquivir. Im besten Falle werden sie bis 40 m hoch und bilden einige parallele Dünenreihen aus, die von Dünentälern, den corrales getrennt werden. In diesen Tälern wächst ein Schirmkiefern-Wald, der beim Vorrücken der Wanderdünen begraben wird. Erst Jahrzehnte später werden die toten Stümpfe dieser Wälder wieder freigegeben. Wenn aber die obersten Zweige einzelner Schirmkiefern nicht vom Sand bedeckt waren, können sie die Verschüttung überleben. Samen aus den Zapfen solcher Bäume begründen die nächste Generation des Schirmkiefern-Waldes. Auf den Dünen selbst siedelt als erstes der Strandhafer; auf befestigten Dünen wachsen Großfrüchtiger und Phönizischer Wacholder.
Die Strauchformationen der stabilisierten Sande sind entweder der monte blanco, ein von Gelber Zistrose beherrschtes Gebüsch, oder in den feuchteren Senken der monte negro, in dem Stechginster-Arten oder Besenheide vorherrschen. Hier kann man auch noch vereinzelte Reste der Korkeichen-Wälder mit wildem Ölbaum antreffen; die Korkeichen, die von ganzen Löffler- und Reiherkolonien als Nistplatz benutzt werden (pajareras), sind zu einer Art Symbol des Nationalparks geworden. Die UNESCO erhob 1994 den Nationalpark zum Weltnaturerbe.

### Fauna
Der Park war ein wichtiges Rastgebiet für europäische Zugvögel, die hier auf ihrer Reise nach Afrika Station machten. Über die Hälfte aller europäischen Vogelarten wurde im Park nachgewiesen. Etwa 80 % aller westeuropäischen Enten machten in den Sümpfen Rast, darunter Schwärme von bis zu 70.000 Graugänsen, 126.000 Krickenten, 100.000 Pfeifenten und 40.000 Spießenten. Zu den Brutvögeln zählten seltene Arten, wie Stelzenläufer und Löffler. Das Emblem des Parks ist das Purpurhuhn. Unter den zahlreichen Raubvögeln ist besonders der Iberienadler hervorzuheben.
Der Nationalpark ist eines der letzten Refugien des Pardelluchses. Weitere größere Säugetiere sind Rothirsche, Damhirsche, Wildschweine, verwilderte Pferde, Ginsterkatzen und Ichneumons. Seit Jahrhunderten leben auch Rinder frei im Park. Im Jahr 1989 betrug ihre Zahl im Gebiet 139 Tiere.

## Natura-2000-Gebiet „Doñana“
Der Nationalpark Coto de Doñana ist vollständig Teil des Natura-2000-Gebiets „Doñana“ (EU-Gebietscode: ES0000024). Es ist mit einer Fläche von 113.898,66 Hektar (Stand: Februar 2016) etwas mehr als doppelt so groß wie der Nationalpark und umfasst auch den Großteil der angrenzenden Flächen des Naturparks „Doñana“.
Das Natura-2000-Gebiet wurde 1987 zuerst als Gebiet nach der Vogelschutzrichtlinie an die EU gemeldet (verordnet 2003) und 1997 zusätzlich als Gebiet nach der Fauna-Flora-Habitat-Richtlinie (verordnet 2012).
Neben den zahlreichen Brut- und Zugvogelarten, die im Gebiet geschützt sind, kommen 29 Lebensraumtypen von europaweiter Bedeutung (Anhang I der FFH-Richtlinie) sowie 22 Arten des Anhangs II der Richtlinie signifikant vor, die im Natura-2000-Gebiet „Doñana“ einen besonderen rechtlichen Schutz genießen.
Zu den Aktivitäten und den Bestandsentwicklungen im Gebiet wurde 2015 ein Bericht erstellt.

## Tourismus
Der Nationalpark ist für Besucher nur nach Voranmeldung zugänglich. Von der Nationalparkstation El Acebuche (bei Matalascañas) gibt es die Möglichkeit, geführte Unimog-Touren durch den Park zu buchen. An den Stationen Las Rocinas und Palacio del Acebron (bei El Rocío) und El Acebuche gibt es außerdem mehrere Kilometer lange Naturlehrpfade durch verschiedene Feuchtgebiete, zum Teil mit Vogelbeobachtungsstationen. Der Cerro del Trigo war eine Ausgrabungsstätte, an der man das antike Tartessos vermutete.
Außerdem gibt es die Möglichkeit, per Schiff von Sanlucar de Barrameda auf dem Guadalquivir mit einigen Stopps am Nationalparkufer entlangzufahren.
Mögliche Ausgangsbasen für einen längeren Aufenthalt im Nationalpark sind die Orte Matalascañas und El Rocío.

## Entwicklung und Gefährdungen

### Dammbruch führt zu Umweltkatastrophe
Am 25. April 1998 brach der Damm eines Rückhaltebeckens für Bergwerksabwässer der Mine Los Frailes. In kurzer Zeit flossen mehr als fünf Millionen Kubikmeter Schlick, der auch Schwermetalle wie Zink, Blei, Kupfer, Cadmium, Quecksilber, Arsen und Thallium enthielt, in den Guadiamar, einen Nebenfluss des Guadalquivir. Nun strömte die schlammige Brühe auf den nur 40 km entfernten Nationalpark zu, wobei sie weite Teile des Ufers überschwemmte. Bauern hatten das Ereignis bemerkt und so wurden in letzter Minute drei Dämme fertiggestellt, die den Giftcocktail vom Nationalpark Coto de Doñana abhielten. Von den entstandenen Umweltschäden in Höhe von 175 Millionen Euro brachte das Minenunternehmen Boliden-Apirsa nur 35 Millionen Euro für die Beseitigung auf.

### Wasserentnahme
Seit Jahrzehnten werden in Doñana Erdbeeren etc. durch illegale Wasserentnahme aus Tiefbrunnen kultiviert. Diese illegale Praktik wurde inzwischen nicht nur von verschiedenen Umwelt- und Naturschutzinitiativen wie dem WWF und der SAI, sondern auch von der UNESCO und EU angeprangert. Diesen Initiativen zum Schutz des Naturparks und gegen den bis zu 1.500 Hektar umfassenden illegalen Erdbeeranbau und „Wasserraub“ haben sich 2016 große Supermarktketten wie Coop, Migros, Unilever oder Albert Heijn angeschlossen. Edeka dagegen verkaufte die Erdbeeren auch im Sommer 2023 weiterhin.
Der WWF Spanien veröffentlichte aufgrund der akuten Gefahren für das Schutzgebiet, die von Wasserentnahmen aus den mehr als 1.000 illegalen Brunnen ausgehen, 2016 einen Kurzfilm zum Gebiet Doñana. Ebenso berichtete das ARD-Studio Madrid im September 2016 darüber.
Schon 1991 wurde Spanien von der Europäischen Union mit dem Entzug von Fördermitteln gedroht, falls dem Naturpark weiter Wasser entzogen wird. Im Januar 2019 verklagte die Europäische Kommission Spanien wegen Nichteinhaltung der Richtlinie 2000/60/EG (Wasserrahmenrichtlinie) beim Gerichtshof der Europäischen Union, da die Grundwasserkörper, welche die Feuchtgebiete von Doñana speisen, nicht genügend von der Nutzung durch die Landwirtschaft und den Tourismus geschützt werden. Sie selbst hatte jedoch den letzten Flächennutzungsplan aus dem Jahr 2014 gutgeheißen, 9000 Hektar wurden damals für den Beerenanbau genehmigt.
Im Jahr 2022 wurde bekannt, dass die andalusische Regionalregierung unter Juan Manuel Moreno 1900 Hektar illegaler Erdbeerfelder legalisieren will. Diesmal forderten 23 europäische Lebensmittelkonzerne, darunter mindestens einer, der selbst Erdbeeren aus der Region bezieht, das Vorhaben zu stoppen. Im Jahr des Dürre- und Hitzesommers 2022 trocknete die letzte Lagune des Nationalparks komplett aus. Dies geschah bis dahin in historischer Zeit nur 1983 und 1995, jeweils nach jahrelanger schwerer Dürre.

### Gas-Pipeline-Projekt ab 2013
Im Januar 2013 projektiert das Ministerio de Agricultura, Alimentación y Medio Ambiente den Bau einer 18 km langen Gas-Pipeline quer durch das Naturschutzgebiet.

### Verwüstung durch Waldbrände 2017
Im Sommer 2017 wurde in der Region um den Nationalpark Feuer gelegt. Aufgrund der Waldbrände wurden mehr als 1.500 Menschen in Sicherheit gebracht. Ab dem 25. Juni 2017 bedrohte der Brand auch die Flächen des Nationalparks. Ökologen befürchteten schlimme Folgen für die Fauna in dem Gebiet, u. a. weil die Brutsaison für viele Arten gerade begonnen hatte. Als mobile Art war der Iberienadler nicht gefährdet, aber einer der letzten Lebensräume für den Pardelluchs war gefährdet.

## Archäologie
Im Jahr 2009 fanden Ausgrabungen statt, um die Stadt Tartessos wieder zu finden (36° 57′ N, 6° 23′ W).